# Torino Stura
Torino Stura (włoski: Stazione di Torino Stura) – stacja kolejowa w Turynie, w regionie Piemont, we Włoszech. Znajdują się tu 3 perony.
Jest położona w dzielnicy Falchera, w północnej części miasta.
Jest to stacja drugorzędnym znaczeniu i jest wykorzystywana głównie przez pociągi regionalne.
Wraz z modernizacją węzła Turyn, stacja jest poddawana gruntownej modernizacji. W szczególności zostały dodane nowe perony (w obecnym planie jest myśl, aby przypisać do stacji 6 głównych tras), ponieważ jest on przeznaczona na kontakty między pociągami jadącymi na północ od stolicy Piemontu (w kierunku Aosta, Chivasso, Mediolan, itp).
W projekcie na usługi kolejowego regionu metropolitarnego Turyn, przeznaczone są dwie linie:
- FM3 Avigliana ↔ Torinon Stura
- FM5 Orbassano ↔ Torino Stura

| Torino Stura           |  |                  |
| Linia Turyn - Mediolan |  |                  |
| Torino Porta Susa      |  | Settimo Torinese |